# Souvrství Tchiao-ťi-šan

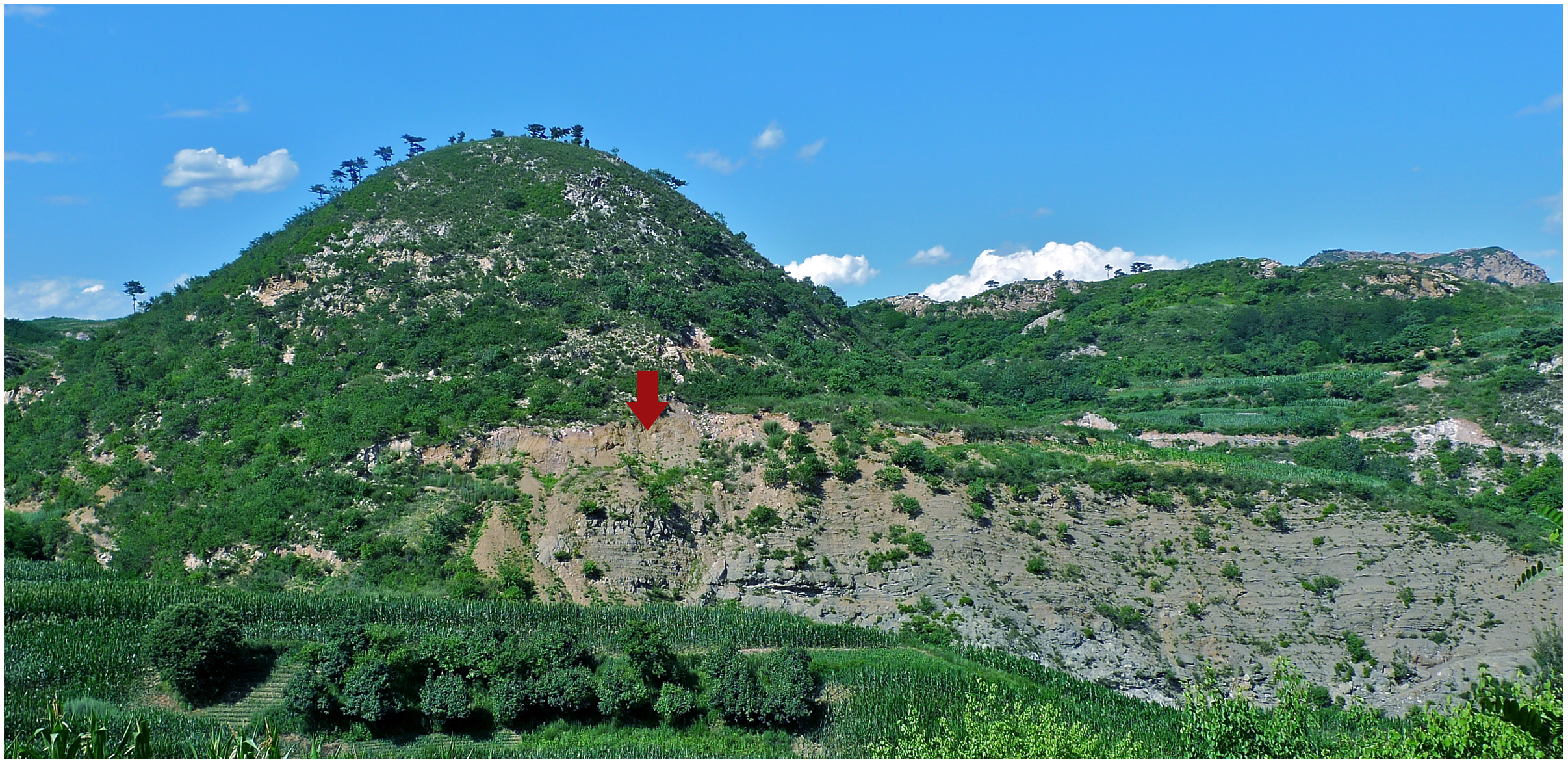
Sedimentární výchozy souvrství Tchiao-ťi-šan v provincii Che-pej.

Geologické souvrství Tchiao-ťi-šan (angl. Tiaojishan) je významnou geologickou formací z období střední až svrchní jury (stupně bath až tithon, stáří 165 až 153 milionů let), nacházející se na území Číny (provincie Che-pej a Liao-ning). Jeho maximální mocnost činí až 2420 metrů. Souvrství je známé svojí bohatou zásobou fosilií, od bezobratlých po ptakoještěry a dinosaury.

## Dinosauři
- Anchiornis

- Caihong[2]

- Eosinopteryx

- Epidexipteryx

- Pedopenna

- Pulaosaurus

- Scansoriopteryx

- Serikornis[3]

- Tianyulong[4]

- Xiaotingia

- Yi